# José Antonio Castro González
José Antonio Castro González (Città del Messico, 11 agosto 1980) è un ex calciatore messicano, di ruolo difensore.

## Carriera
Durante il draft invernale del 2012, passa all'Atlante dal San Luis.

## Palmarès

### Club

#### Competizioni nazionali
- Campionato messicano: 2

América: Verano 2002, Clausura 2005
- Supercoppa del Messico: 1

América: 2005
- InterLiga: 1

América: 2008

#### Competizioni internazionali
- CONCACAF Champions' Cup: 1

América: 2006
- CONCACAF Giants Cup: 1

América: 2001